# 小別德梅日卡
51°17′39″N 25°48′4″E / 51.29417°N 25.80111°E
小別德梅日卡（烏克蘭語：Мала Ведмежка）是烏克蘭西部的村莊，隸屬沃倫州的卡明-卡希爾斯基區。該村面積0.48平方公里，海拔高度172米，2021年人口120，人口密度每平方公里324.32人。